# Securitate fizică
Securitatea fizică privată în România se referă la ansamblul normelor, măsurilor și procedurilor destinate protecției personalului, bunurilor (tangibile și intangibile), valorilor și obiectivelor, împotriva unor evenimente sau circumstanțe care pot cauza pierderi sau distrugeri semnificative. Aceasta include atât protecția împotriva acțiunilor deliberate (furt, tâlhărie, vandalism, terorism), cât și împotriva riscurilor fizice precum incendii sau dezastre naturale ori cauzate de erori umane.
Securitatea fizică privată este reglementată în principal de:
- Legea nr. 333/2003 privind paza obiectivelor, bunurilor, valorilor și protecția persoanelor
- Hotărârea de Guvern nr. 301/2012 pentru aprobarea normelor metodologice de aplicare a Legii nr. 333/2003, modificată și completată ulterior
- Instrucțiunea MAI nr. 9/2013 privind efectuarea analizei de risc la securitatea fizică

Conform acestor acte normative, toate societățile comerciale, indiferent de natura capitalului social, care dețin bunuri sau valori, sunt obligate să asigure paza și protecția acestora, fie prin pază proprie, fie prin contractarea unor societăți specializate de pază și protecție.
Securitatea fizică poate fi asigurată:
- Prin pază proprie (angajați ai unității)
- Prin societăți specializate de pază și protecție licențiate
- Prin sisteme tehnice de protecție și alarmare (camere video, sisteme de alarmă, control acces etc.)
- În unele cazuri, cu sprijinul Poliției sau Jandarmeriei, pentru obiective de interes strategic.

## Obligații și sancțiuni
Nerespectarea obligațiilor legale privind securitatea fizică, inclusiv lipsa analizei de risc sau a planului de pază avizat, atrage sancțiuni contravenționale, inclusiv amenzi semnificative, iar firmele pot fi supuse unor controale periodice din partea Poliție